# Thomson Dream (schip, 1986)
De Thomson Dream is een cruiseschip van TUI UK Ltd. In 1986 werd het schip in Papenburg door Meyer Werft gebouwd als de MS Homeric voor de rederij Home Lines. In 1988 werd het schip verkocht aan Holland-Amerika Lijn en werd Westerdam genoemd. In 1990 werd het schip 36,9 m langer gemaakt. In 2002 werd het schip aan Costa Crociere verkocht en werd hernoemd tot Costa Europa. In april 2010 verliet het schip Costa Cruises en sloot een contract voor tien jaar met Thomson Cruises.

## Concept en constructie
Er werd gepland dat ze in de eerste helft van 1980 de SS Oceanic kon vervangen in de Home Lines vloot. De Meyer Werft in Papenburg, in West-Duitsland, werd gekozen als de werf om haar te bouwen. Ze werd naar een vroegere SS Homeric genoemd, een populair schip dat door een brand in 1973 was verwoest. De bouw van de nieuwe Homeric, tegenwoordig de Thomson Dream, was op 28 september 1985 klaar. Ze deed haar eerste proefvaarten tussen 26 december en 30 december 1985, maar werd pas op 6 mei 1986 aan Home Lines tot en met geleverd.
Na de verkoop van het schip aan Holland-Amerika Lijn en met haar nieuwe naam Westerdam, keerde het schip terug naar Meyer Werft op 30 oktober 1989 voor een 84 miljoen dollar kostende renovatie. Het schip werd met 36,9 m verlengd en binnen werd veel verbouwd. De renovatie werd op 12 maart 1990 voltooid. In 2002, voorafgaand aan de indiensttreding als Costa Europa bij Costa Cruises, onderging het schip een 5 miljoen dollar kostende renovatie. Algemene ruimtes werden opnieuw ingericht en aan zes suites werd een balkon toegevoegd.

## In de media
In de periode dat het schip als Westerdam in dienst was bij Holland-Amerika Lijn, verscheen ze in 1997 in de comedy film Out to Sea met Jack Lemmon en Walter Matthau. 
Het schip verscheen op BBC One Watchdog tijdens een onderzoek naar klachten van klanten: het verslag vermeldde klachten over defecte airconditioning en riolering en enkele sanitaire problemen tijdens de eerste reizen met Thomson Cruises. Het bedrijf werd ook bekritiseerd voor het uitzenden van "misleidende" reclame, die beweert dat het schip grote luxe biedt, gloednieuw is en beoordeeld werd met 5 sterren, terwijl het in feite meer dan 24 jaar oud is.

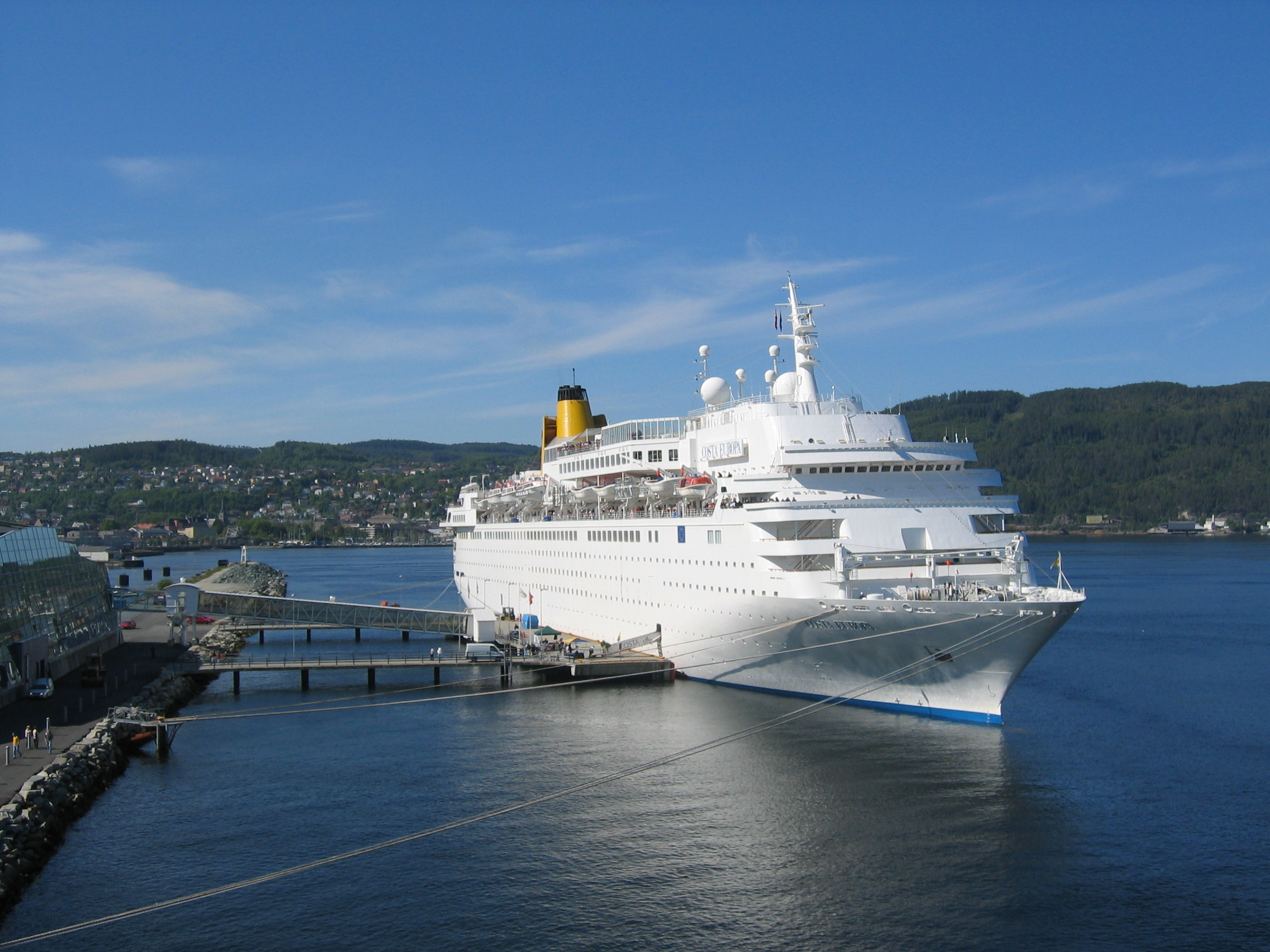
In Trondheim